# (73344) 2002 JT119
(73344) 2002 JT119 – planetoida z pasa głównego asteroid okrążająca Słońce w ciągu 4,05 lat w średniej odległości 2,54 j.a. Odkryta 5 maja 2002 roku.